# Огопого

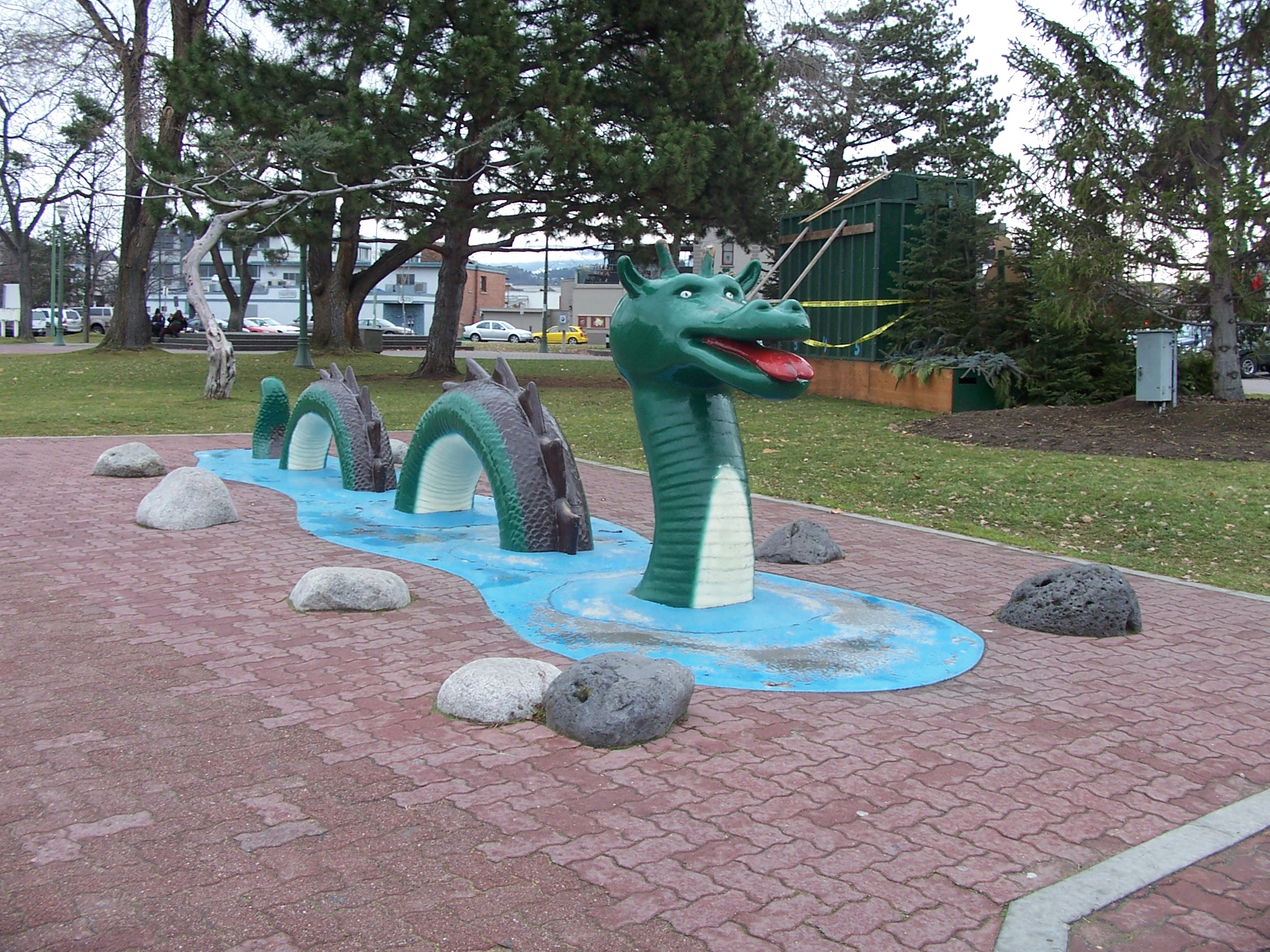
Статуя Огопого на березі озера Келоуна

Огопого або Оггі — озерний монстр у канадському фольклорі. Кажуть, що він живе в озері Оканаган (Британська Колумбія, Канада).

## Етимологія
Походження назви «Огопого» залишається незрозумілим. За словами історика Марка М. Оркіна, «згідно з каноном», істота отримала свою назву «в ніч 1924 року, коли в місті Вернон (Британська Колумбія) вперше в англійській музичній залі лунали слова пісні. Оркін цитує наступні рядки з пісні:
Його мати була вухатою,
Його батько був китом;
Трохи голови
І навряд чи якийсь хвіст —
А Огопого звали його.
Оркін, однак, зазначає, що, за даними DC, назва вперше застосована у 1912 році. Крім того, істоту іноді можуть називати прізвиськом для домашніх тварин — Оггі. Менших істот можуть називати Огопупсами.

## Огляд

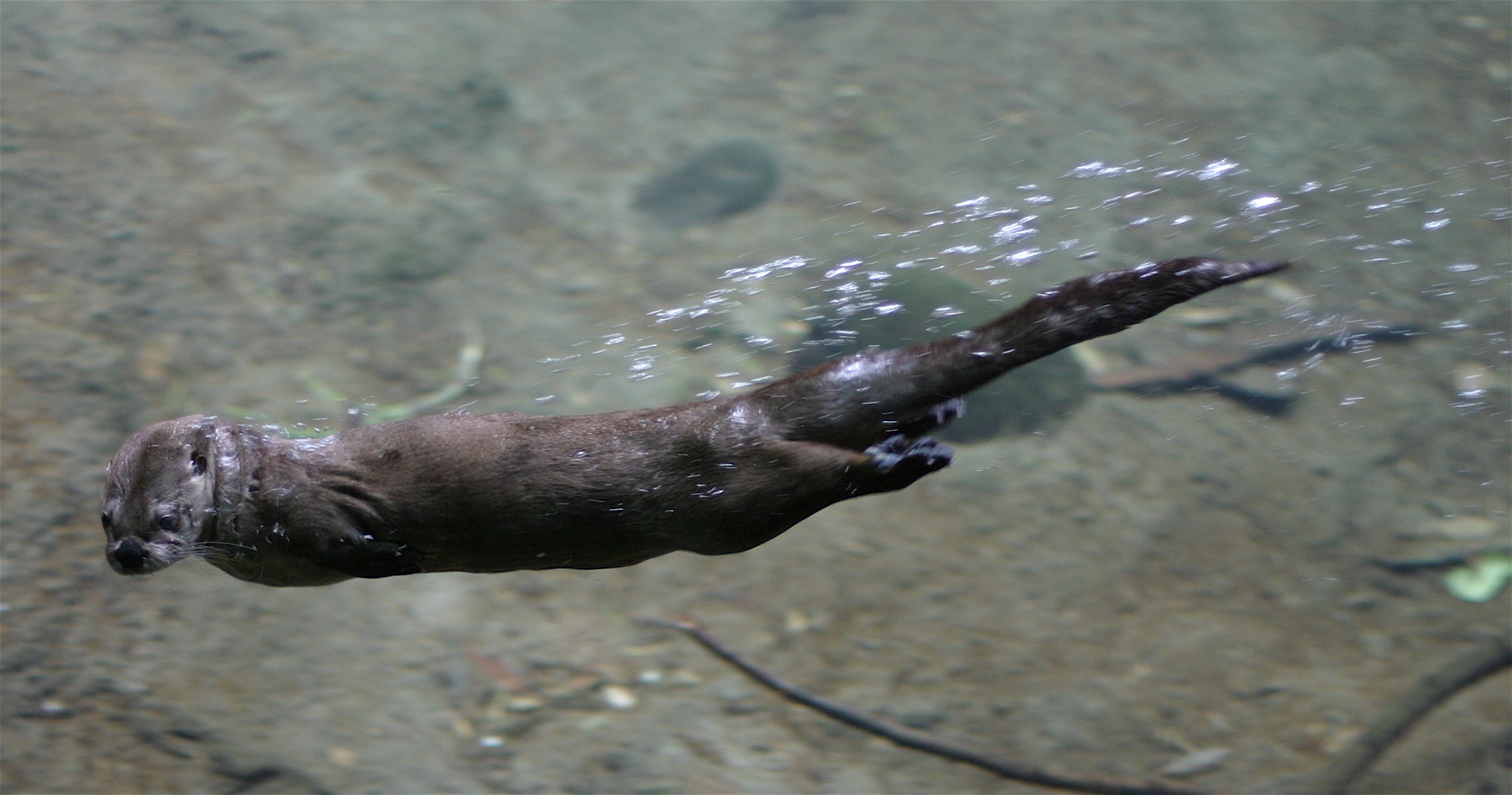
Групи видр часто можна прийняти за одну істоту.

Довжина тіла становить близько 5-15 м, а голова має розмір близько 60 см. Також голова нагадує формою козу або коня. Тіло зелене, а де-не-де є кориневі плями.
Найдавніша зафіксована поява Огопого була у 1872 році, але прославилась дана подія лише у 1912 році. Навіть останнім часом зображення великих істот, що плавають поруч із поверхнею води, часто транслюються по телевізору та в телевізійних програмах, тому Огопого, швидше за все, існує, на відміну від Нессі та Цутіноко. 
Також дана істота виглядає і плаває схоже до Маніпого, який також знаходиться в Канаді.
Індіанські племена, які жили навколо озера Оканаган, описали величезного монстра під назвою «N'ha-a-itk» або «Naitaka», який, імовірно, живе в цьому озері. Крім того, індіанські племена розповідають про людину, яку Великим Духом перетворили на змію як покарання за вчинення вбивства.
Що ж стосується його походження, то деякі підтримують поліплоїдну теорію, яка говорить про те, що в озері Оканаган мешкає плезіозавр. Також існує нова теорія щодо китів. Інші ж стверджують, що це може бути оптична ілюзія, спричинена вторинною вібрацією озера або стоячими хвилями. 
У 1980-х роках місцеве туристичне агентство запропонувало грошову винагороду за знахідку звіра. Грінпіс оголосив, що звіра треба зняти на камеру, але не ловити. Огопого було внесено до списку зникаючих видів. У 1980 році близько 50 туристів шукали Огопого близько 45 хвилин на березі Келоуни. Ларрі Тал, турист з Ванкувера, зняв якийсь 8-міліметровий фільм, який хоч і тривав лише 10 секунд. Деякі скептики припускають, що на відео потрапила пара видр.

## Історія

### Походження
За словами Бенджаміна Редфорда, Огопого «тісніше пов'язаний з корінними міфами, ніж будь-яке інше озерне чудовисько». Тубільці Секвепемк і Сіїлкс розглядали Огопого, якого вони називали Найтака, як «злу надприродну істоту з великою силою і злими намірами». Слово «N'ha-a-itk» має різні переклади, наприклад: «водяний демон»,«бог води» або «священна істота води».
За корінними джерелами, Найтака вимагав жертви, щоб можна булобезпечно перейти через озеро. Протягом сотень років Перші Нації жертвували дрібними тваринами перед тим, як зайти у воду. В усних традиціях часто описували Тімбаскета, який відкидав необхідність у жертвах, спростовуючи існування демона. 
Коли опустились в озеро на каное з сім'єю, Найтака «поплескав по поверхні озера своїм довгим хвостом», а каное та люди на ньому були засмоктані на дно озера. 
Найтаку часто описували як того, хто використовує свій хвіст для створення штормів, щоб втопити жертв. Краєзнавство стверджує, що сер Джон Лембтон вбив «вирма» з озера, в результаті чого всі його нащадки потрапили під відьомське прокляття, яке не дозволяло жодному Лембтону померти в ліжку. 
У 1855 році Джон Макдугал стверджував, що його коні були всмоктані у воду і майже засмоктало його каное перед ти, як він перерізав волосінь. Говорили, що Найтака мешкає в печерах під островом Гремуча змія (відомий також як Острів монстрів) або поруч із Скваллі-Пойнт.

### Появи
- 1872 рік
  - Сьюзен Елісон бачить чудовисько, що схоже на Огопого, з пароплава, що пливе по озеру Оканаган[4].
- 1914 рік
  - На берег озера Оканаган виносить гнилу тушу дивної істоти (ймовірно, труп ламантини).
- 1926 рік　
  - У липні містер і місіс Дж. Л. Роджі та двоє їхніх онуків їхали вздовж озера, і на поверхні озера з’явилося щось на зразок стовбура дерева довжиною приблизно в 7 метрів. Об’єкт мав голову близько 50 см і обличчя вівці з загостреним носом. Деякий час вони переслідували об’єкт, але він зник у воді.
  - Вперше назва «Огопого» з’явилась у серпні цього року.
  - Люди, які проводять церемонію хрещення біля озера, стають свідками Огопого-подібних істот.
- 1948 рік
  - Одночасно спостерігаються 4 монстри довжиною тіла 3 м.
- 1950 рік
  - Десятки пасажирів автобуса стають свідками двох істот в озері.
- 1964 рік
  - Ерік Барментор фотографує істот довжиною понад 10 метрів під час подорожі.
- 1968 рік
  - Проїжджаючи по шосе 97 у 1968 році, Арт Фолдерн помітив, що щось рухається в озері. Він вийшов на дорогу і зняв на камеру те, що, на його думку, є невідомою істотою. Фолдерн підрахував, що Огопого був на відстані 300 метрів від берега.[3]
- 1974 рік
  - Поки місіс Б. Кларк плавала в озері Оканаган, поверхня води раптово підскочила, і здивована жінка кинулася на пліт. «Я відчула, що щось дивне торкнулося моєї ноги. Коли я прибула до плоту, я побачила переді мною величезну істоту.»
- 1976 рік
  - Едвард Флетчер помічає величезну істоту попереду, подорожуючи на озері Оканаган на моторному човні. «Я збираюся зіткнутися з гігантською істотою, уникати човна та сфотографувати істоту.»
- 1979 рік
  - Ерлінгард робить знімок величезного об'єкта довжиною близько 13 метрів.
- 1980 рік
  - Відео появи Ларрі Саля в озері серед істот, схожих на Огопого.
- 1981 рік
  - Івон Свенссон робить фотографію шматка м’яса з трьома горбками.
- 1985 рік
  - В. Біроскі бачив частину спини Огопого на поверхні озера з 6-го поверху готелю та сфотографував це.
- 1987 рік
  - Джон Кірк сфотографував голову Огопого.
- 1989 рік
  - У 1989 році Джон Кірк знову бачив тварину довжиною від 10,7 до 12,2 метра (35-40 футів), що складалася з «п'яти гладких чорно-чорних горбів» з зав'язаним хвостом. Він вважав, що істота рухається зі швидкістю приблизно 40 кілометрів (25 миль) на годину.[3]
- 1990 рік
  - Паскаль та його дружина були свідками Огопого на близькій відстані 10 метрів. «Я сфотографував задню частину Огопого камерою, яку мав.»
- 1991 рік
  - Член рятувальної групи став свідком сірої гігантської істоти та сфотографував її.
- 1992 рік
  - 24 липня 1992 року було зроблено відеозапис, де одна або кілька істот пливли трохи нижче поверхні води з досить хорошою швидкістю, оціненою у 8 кілометрів (5 миль) на годину. Човен, що буксирував водного лижника, раптово з’являється у кадрі, і лижник падає у воду поруч із об’єктом. Протягом декількох хвилин було зроблено два інші відеозаписи, на яких показано, що у воді з'явилося багато тварин. Бенджамін Редфорд припустив, що даною істотою було лише кілька видр.
- 1997 рік
  - Двоє чоловіків стають свідками Огопого на березі озера.
- 2002 рік
  - Екіпаж компанії з відеозйомки знайшов істоту, схожу на Огопого, і зняв її на відео.
- 2004 рік
  - Батьки і дитина Джона Катода протягом 15 хвилин знімали кілька відео з Огопого.
- 2005 рік
  - У 2005 році відеоспеціаліст ФБР Грант Фредрікс дійшов висновку, що об'єкт нагадував уламки впалого дерева у воді, зазначивши, що він »дуже повільно піднімається вгору-вниз». Він також зазначив, що дана істота не реагувала на водного лижника, і лижник, здається, не стривожився.[3]
- 2011 рік
  - У 2011 році на відео з мобільного телефону було зафіксувало дві темні фігури у воді. Пропоноване пояснення полягає в тому, що на відео показано дві колоди. Редфорд проаналізував це відео для Discovery News і зробив висновок, що «якість відео погана, а камера хитка, але при більш детальному погляді на 30-секундному відео видно, що замість одного довгого об'єкта насправді є два коротших, і вони начебто пливуть один біля одного під трохи різними кутами. Ні горбів, ні голови, ні форми — лише дві довгі, темні, більш-менш прямі форми, що довжиною в кілька десятків футів. Коротше кажучи, вони дуже схожі на плаваючі колоди, що не дивно, оскільки на озері Оканаган є десятки тисяч колод, заготовлених лісовою промисловістю, що плавають просто під поверхнею озера.»[7]
- 2018 рік
  - У вересні 2018 року, як повідомляється, було три знахідки, одна з яких була описана як гігантська змію довжиною близько 15 м (16 футів).[8]

## Дослідження
Під час розслідування 2005 року, проведеного Бенджаміном Редфордом, Джо Нікеллом та Джоном Кірком для телепрограми National Geographic Channel «Is It Real?», за допомогою геодезичних катерів було встановлено фактичну відстань, на якій знаходилась істота від берега. Вони виявили, що істота була набагато ближче до берега, ніж думали спочатку, і це призвело до зменшення фактичних розмірів і швидкості створіння.
Дослідники дійшли висновку, що ця істота, ймовірно, справжня, але її розміри були сильно завищені, і що це, мабуть, водяна птиця, видра або бобер, проте вони були занадто далеко, щоб їх можна було ідентифікувати.
«Історії Перших Націй не розповідали про буквального озерного монстра, такого як Огопого, а про легендарного Водяного Духа. Хоча надприродного Н'а-ітка з індіанців долини Оканаган вже давно немає, його замінив його менш страшний — і більш біологічний — звір, чия точна форма є предметом дискусії ».
Джо Нікель та Бенджамін Редфорд запропонували походження Огопого. Видри часто плавають в один ряд, і їх рух можна прийняти за одну неподільну змію. Редфорд вказав на знахідку Джона Кірка в 1989 році як на групу видр. Осетер часто приймають за озерних чудовиськ, але їх проживання в Оканагані незрозуміле. 
В даний час не надається винагороди в розмірі 10 000 доларів за конкретні свідчення про осетрових в Оканагані.
Бенджамін Редфорд вказав на водоспад як на ймовірне джерело натхнення для міфів Першої Нації. Водосховища досить поширені на озері Оканаган, що часто утворюються, коли температура повітря падає, а озеро все ще має відносно теплу температуру води.